# Stilpnochlora azteca
Stilpnochlora azteca är en insektsart som först beskrevs av Henri Saussure 1859.  Stilpnochlora azteca ingår i släktet Stilpnochlora och familjen vårtbitare. Inga underarter finns listade i Catalogue of Life.